# Etheridgeum pulchrum
Etheridgeum pulchrum — вид змій родини полозових (Colubridae). Ендемік Індонезії. Це єдиний представник монотипового роду Etheridgeum, названого на честь американського герпетолога Ричарда Еммета Етериджа (1929–2019).

## Поширення і екологія
Etheridgeum pulchrum відомі за типовим зразком, зібраним у 1924 році в околицях міста Паданг на острові Суматра. Вони живуть у вологих тропічних лісах, можливо, ведуть риючий або напівриючий спосіб життя.